# Riccardo Annibaldi
Riccardo Annibaldi (Roma, 1200/1210 – Roma, 4 ottobre 1276) è stato un cardinale italiano, creato tale da Gregorio IX e vissuto nel XIII secolo. È stato il primo cardinale protettore dell'Ordine di Sant'Agostino.

## Biografia

### Gli inizi e l'ascesa

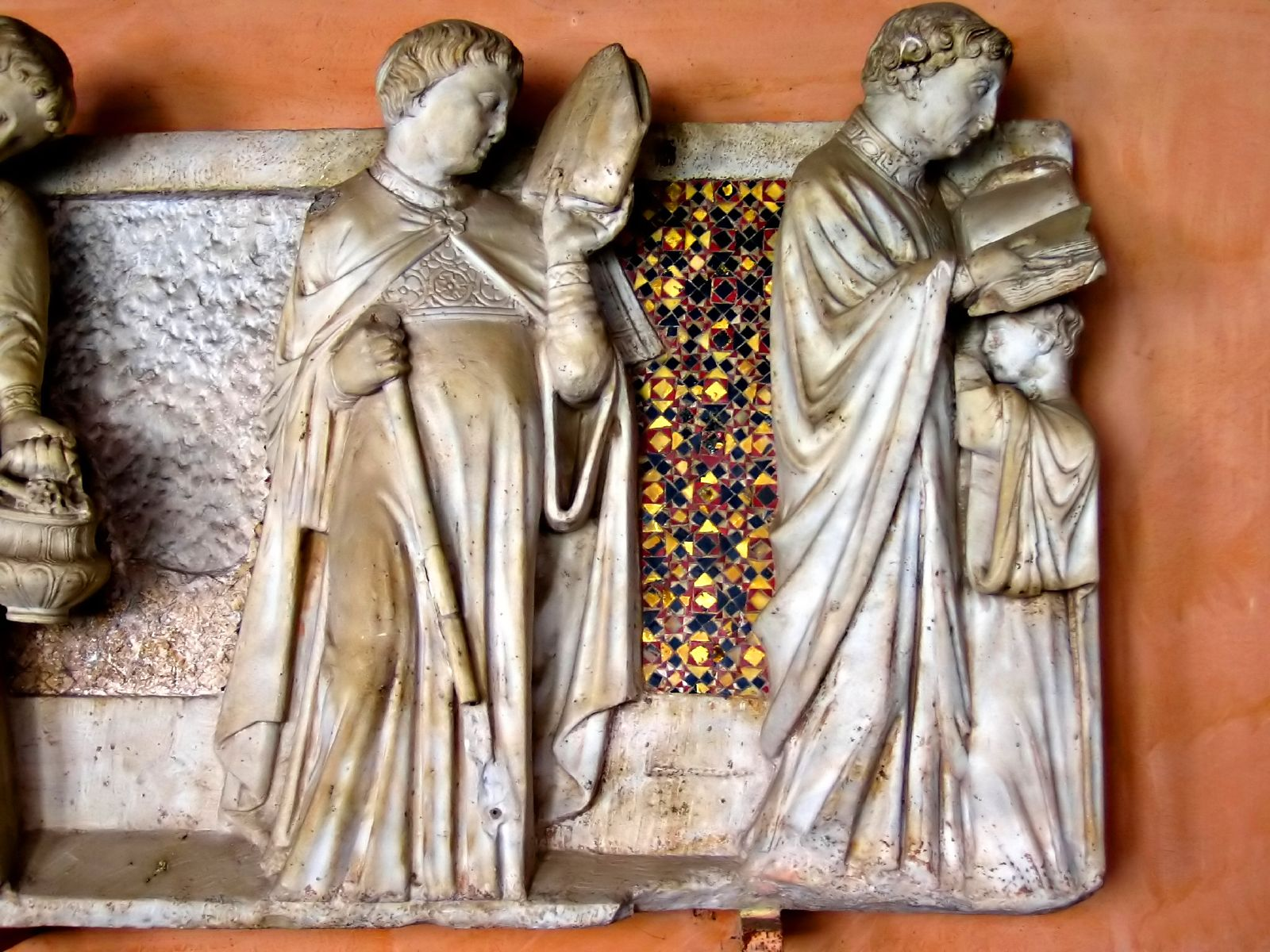
Particolare del monumento funebre di Riccardo Annibaldi (Arnolfo di Cambio)

Riccardo Annibaldi nacque a Roma, in una data imprecisata tra il 1200 ed il 1210, dalla famiglia Annibaldi (o degli Annibaldi o  Annibaldeschi o Annibaldi della Molara), una delle più potenti famiglie romane del tempo, imparentata con i conti di Tuscolo e con papa Innocenzo III, la cui sorella fu, con ogni probabilità, la madre di Riccardo, mentre il padre fu quasi certamente Annibaldo, più volte Senatore (cioè governatore) di Roma nella prima metà del XIII secolo. Non si sa quasi nulla della sua vita prima del 1237, se non che, intorno al 1235 era canonico di San Pietro, secondo un documento papale.
Nel concistoro del 1237 papa Gregorio IX, che era suo parente, lo creò cardinale diacono con il titolo della diaconia di Sant'Angelo in Pescheria, titolo che mantenne per ben 39 anni, fino cioè alla morte (1276), fatto per cui diversi storici hanno supposto che egli non sia mai stato consacrato sacerdote, né tantomeno vescovo, altrimenti avrebbe sicuramente optato per un più prestigioso titolo cardinalizio.
Nel 1239 Gregorio IX lo nominò rettore di due provincie a sud di Roma, Campagna e Maritima, dove Riccardo cominciò a conoscere le difficoltà politiche dell'Italia di quegli anni, con la traumatica divisione tra guelfi e ghibellini e con le pesanti pressioni di Federico II sulla Chiesa.
Alla morte di Gregorio IX, avvenuta il 22 agosto 1241, partecipò alla drammatica elezione del successore, durante la quale i cardinali furono imprigionati nel Settizonio, un rudere romano sul Palatino, e sottoposti ad angherie ed umiliazioni di ogni genere ad opera del senatore di Roma Matteo Rosso Orsini, che voleva la rapida elezione di un papa che si opponesse subito all'imperatore svevo: accadde che i porporati, pur di sottrarsi a quella umiliante situazione, eleggessero, il 25 ottobre 1241, il malato e dimesso cardinale Goffredo Castiglioni, che scelse il nome di Celestino IV ma morì dopo soli 17 giorni di pontificato, dando peraltro il tempo agli altri cardinali per allontanarsi il più possibile da Roma.
Quasi tutti i porporati si ritrovarono ad Anagni, a debita distanza sia dall'Orsini che da Federico II. In quelle difficili giornate Riccardo strinse un'importante amicizia con il ricchissimo cardinale genovese Sinibaldo Fieschi, che, dopo una Sede vacante di quasi 20 mesi, fu eletto papa proprio ad Anagni il 25 giugno 1243, scegliendo il nome pontificale di Innocenzo IV.
Iniziò allora uno straordinario periodo per Riccardo, che assunse incarichi sempre più prestigiosi tanto da divenire in pochi anni un vero leader del partito guelfo, nonostante la sua famiglia fosse stata in precedenza molto più vicina ai ghibellini; quando, nel 1244, Innocenzo IV riparò a Lione per sfuggire alle pressioni ghibelline, affidò il governo di Roma ad un comitato composto da tre cardinali, uno dei quali era appunto il nostro Riccardo, che poi divenne il solo vicario di Roma nel 1251-1252.

### I Ghibellini e Carlo d'Angiò
Morto a Napoli Innocenzo IV il 7 dicembre 1254, mentre era in guerra con lo svevo Manfredi, gli successe dopo pochissimi giorni, con il determinante appoggio del cardinale Annibaldi, Rinaldo di Jenne, nipote di Gregorio IX e dunque consanguineo dello stesso Riccardo, che scelse il nome pontificale di Alessandro IV e che, uomo molto religioso e di indole mite, si appoggiò costantemente all'esperto e capace parente, nominandolo arciprete di San Pietro, carica dalla quale il furbo cardinale trasse indubbi profitti.
In quegli anni peraltro Riccardo, a dispetto della passata vicinanza dei suoi familiari alla casa di Svevia, fu costretto a lottare duramente contro il ghibellino senatore di Roma Brancaleone degli Andalò, che gli fu acerrimo nemico; lo scontro si concluse solo verso la fine del 1258 con la morte di Brancaleone, ma raggiunse livelli accesi a tal punto che lo stesso Alessandro IV si vide in pericolo e decise così di trasferire nel 1257 la curia pontificia a Viterbo.
Il 25 maggio 1261 papa Alessandro IV morì a Viterbo ed i soli otto cardinali rimasti in vita si riunirono nella città della Tuscia per eleggerne il successore; dopo quasi tre mesi di stallo, i membri del Sacro Collegio affidarono a due di loro l'incarico di scegliere il nuovo papa: i due cardinali designati furono Giangaetano Orsini e Riccardo Annibaldi, appunto, che erano unanimemente considerati i due porporati più potenti.
La scelta dei due ricadde sul patriarca di Gerusalemme, il francese Jacques Pantaléon, uomo di umili origini che non era nemmeno cardinale e che si trovava per caso a Viterbo in quei giorni.
Lo stupefatto prelato transalpino scelse il nome pontificale di Urbano IV e non mancò, di lì a poco, di esprimere gratitudine ai suoi due "Grandi elettori": il nuovo pontefice creò infatti 14 nuovi cardinali, due dei quali appartenenti alla famiglia Orsini e due alla famiglia Annibaldi.
Per risolvere poi la grave situazione creatasi con Manfredi, Riccardo decise di forzare la mano al papa e di far eleggere senatore a vita di Roma il Conte di Provenza, Carlo I d'Angiò. Il papa si mostrò dapprima nettamente contrario, poi comprese che la discesa di Carlo d'Angiò in Italia era l'unico modo per tenere lontano Manfredi, che il pontefice, da buon francese, detestava. Prima però che l'Angiò potesse scendere in Italia, Urbano IV morì improvvisamente il 2 ottobre 1264 in un convento di Deruta, vicino a Perugia.
Riunitisi i cardinali nel capoluogo umbro, sia Riccardo che Giangaetano Orsini tentarono ancora di ottenere la tiara, ma nessuno raggiunse la maggioranza richiesta; i due decisero così di far eleggere papa il cardinale francese Gui Foucois, un celebre giurista, amico di Luigi IX di Francia e di Carlo d'Angiò, che era in Francia in quel periodo e giunse in Italia quasi di nascosto, per non essere intercettato da Manfredi, scegliendo il nome pontificale di Clemente IV.
Gli anni che seguirono videro i trionfi italiani del sovrano angioino che annientò la Casa di Svevia con il determinante appoggio del pontefice; per tre anni Riccardo fu costantemente a fianco di Carlo d'Angiò come inviato personale del papa, fu uno dei cinque cardinali che lo incoronarono re di Sicilia a Roma il 6 gennaio 1266, gli fu inizialmente amico e consigliere, poi imparò a conoscere la durezza, l'ambizione e la crudeltà dell'Angiò e ne fu profondamente deluso, tanto che, alla morte di Clemente IV (29 novembre 1268), nel lunghissimo conclave viterbese egli si schierò con la Pars Imperii pur di frenare lo strapotere del sovrano angioino.

### Ultimi anni e morte
Le vicende del celebre conclave viterbese sono note: dopo ben 1006 giorni di sede vacante, dopo aver scatenato la furia dei viterbesi che segregarono i cardinali ed arrivarono persino a scoperchiare il tetto del Palazzo papale, dopo il sanguinoso assassinio di Enrico di Cornovaglia che sconvolse il mondo cristiano ed indignò Filippo III di Francia, fu finalmente eletto, con uno dei soliti compromessi che videro in campo sia Riccardo che Giangaetano Orsini, il piacentino Tedaldo Visconti che prese il nome di Gregorio X; il nuovo papa, uomo retto, indipendente e serissimo, non ebbe particolare simpatia né per Riccardo né per Giangaetano Orsini, ritenendoli troppo potenti e corresponsabili di quella lunghissima vacatio.
Così, durante il pontificato di Gregorio X i due porporati romani furono emarginati dagli incarichi più prestigiosi. Questo fatto segnò il declino di Riccardo, che, ormai vecchio e gravemente malato di gotta, si ritirò pressoché stabilmente presso il suo Castello di Molara, dal quale seguiva le sue immense proprietà e presso il quale faceva anche tenere i capitoli generali dell'Ordine agostiniano.
Dopo la morte di papa Gregorio X fu forse presente al rapido conclave aretino che elesse Innocenzo V nel gennaio 1276, mentre è sicura la sua presenza al successivo, durissimo, conclave lateranense, nel quale con ogni probabilità si adoperò molto per eleggere Adriano V, il suo vecchio amico Ottobono Fieschi, nipote di quel Sinibaldo che proprio lui aveva fatto eleggere 33 anni prima come papa Innocenzo IV. Non è certissima, invece, la sua presenza nel terzo conclave di quell'interminabile 1276 che vide eleggere a Viterbo papa Giovanni XXI, mentre è sicura la notizia della sua morte, annunciata in un documento papale del 18 ottobre dello stesso anno come avvenuta "da poco tempo" (in latino il termine è nuper). Era l'ultimo superstite delle creazioni cardinalizie di Gregorio IX.

### Il problema della sepoltura

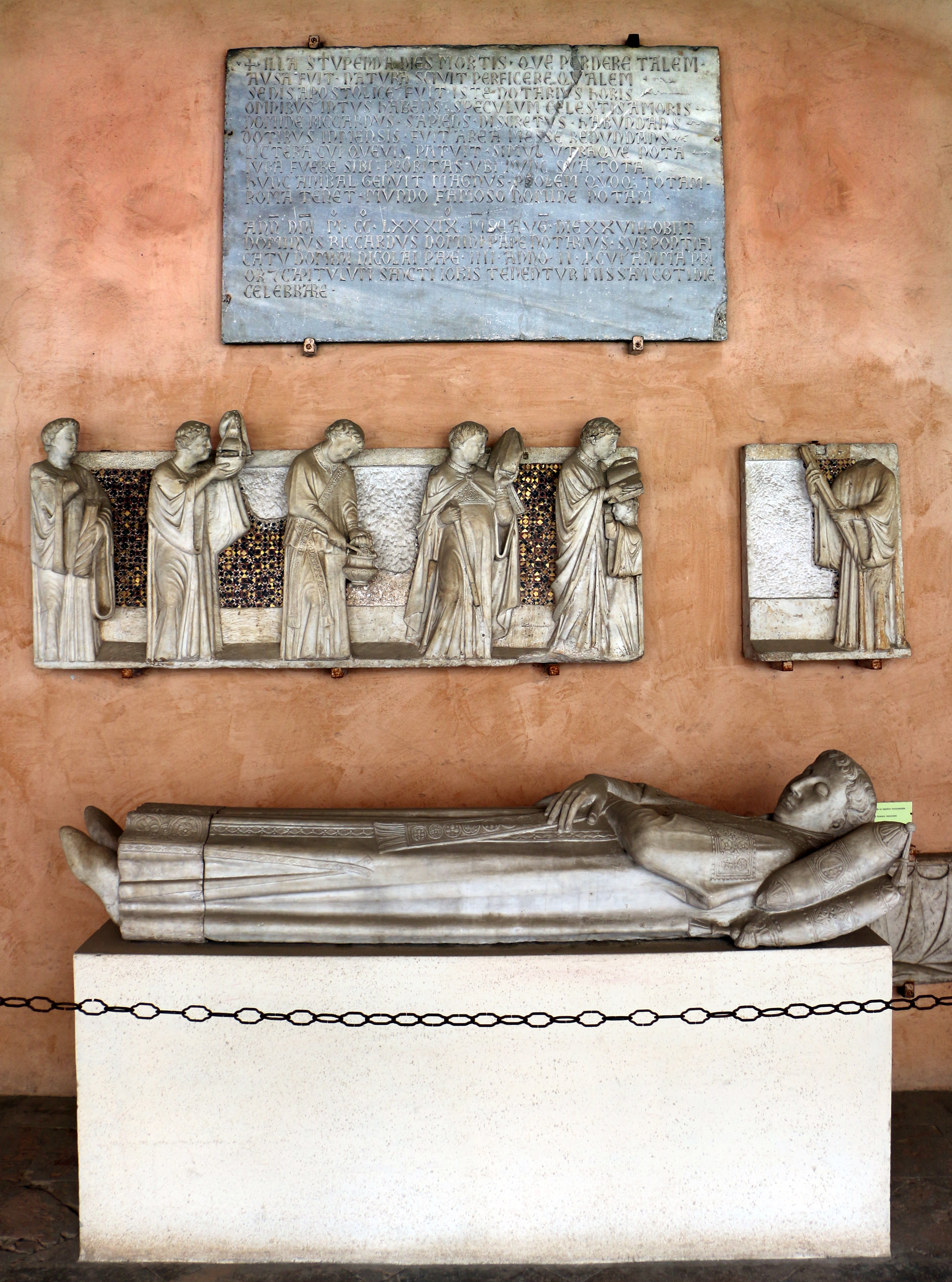
La statua sepolcrale di Riccardo Annibaldi (Arnolfo di Cambio)

Secondo tutti gli storici non vi è alcuna certezza sul luogo ove morì Riccardo: questo rende problematico anche il problema della sepoltura. Oggi infatti si ritiene certo che la lapide funeraria esistente nella navata sinistra di San Giovanni in Laterano, che ricorda il nostro Riccardo, sia soltanto una memoria e che il corpo lì sepolto sia quello di un omonimo nipote. Sembra che, in realtà, il corpo sia effettivamente quello di un Riccardo Annibaldi che era nipote del cardinale e notaio, morto intorno al 1289, mentre la statua sepolcrale, che si trova oggi nel chiostro lateranense ed è opera di Arnolfo di Cambio, sarebbe quella del cardinale.
La lapide funeraria in memoria del porporato situata nella Basilica sarebbe stata lì collocata in occasione di importanti lavori di ristrutturazione eseguiti tra la fine del Cinquecento ed i primi del Seicento, sotto papa Clemente VIII; tale lapide contiene alcuni grossolani errori temporali. Secondo l'agostiniano Mario Mattei, che è uno dei maggiori studiosi del cardinale, egli potrebbe essere morto a Viterbo, nel settembre del 1276, durante o subito dopo il conclave che elesse Giovanni XXI, oppure nel castello di Molara all'inizio di ottobre dello stesso anno: nel primo caso la tomba potrebbe forse essere ritrovata in occasione degli importanti lavori che sono stati programmati da anni nella cripta della Cattedrale di Viterbo per riportare alla luce le tombe di papa Alessandro IV e di vari prelati lì sepolti; nel secondo caso, viceversa, il ritrovamento del sepolcro sarebbe molto problematico, poiché il castello di Molara risulta oggi semidistrutto.

## Il potente cardinale e il suo rivale
Per un trentennio, dal 1240 in poi, Riccardo Annibaldi fu uno degli uomini più potenti della Chiesa e della città di Roma: parente di due papi, amico e "grande elettore" di diversi altri pontefici, ottenne via via incarichi ecclesiastici della massima importanza, che ne fecero un uomo ricchissimo e con immensi possedimenti, in Roma, sui Colli Albani, nel Lazio meridionale, in Campania.
Il suo potere, che altrimenti sarebbe stato smisurato, venne in parte limitato dalla rivalità, emersa dopo il 1245, con il cardinale Giangaetano Orsini, anch'egli appartenente ad una famiglia molto potente, che gli fu rivale per tutta la vita. I due furono così i veri uomini forti della Chiesa di quei decenni e furono più volte in competizione per ascendere al soglio di Pietro; avendo peraltro ben equilibrato il rispettivo potere, nessuno dei due raggiunse mai, in quel periodo, la maggioranza dei due terzi dei voti ed i due vennero designati più volte dagli altri cardinali come compromissori per scegliere il nuovo papa; si deve così a loro la scelta di almeno tre pontefici: Urbano IV, Clemente IV e Gregorio X.
Fatto curioso, ma emblematico, fu che, appena un anno dopo la morte di Riccardo, nel 1277 Giangaetano sia riuscito a diventare papa Niccolò III. Oltre che come uomo di potere, Riccardo Annibaldi deve essere anche ricordato per le sue scelte politiche, che denotarono sempre grande acume e furono improntate dal desiderio di avere una Chiesa autonoma e super partes: questo lo portò dapprima a combattere lo strapotere di Manfredi - favorendo prima ancora di papa Urbano IV la discesa in Italia di Carlo I d'Angiò- e successivamente, resosi conto della smodata ambizione e della spietata crudeltà del sovrano angioino, a battersi apertamente contro di lui.
Molto importanti, in ambito strettamente religioso, furono le sue iniziative in favore delle comunità mendicanti ed eremitane, che spesso aiutò anche economicamente, in particolare quelle fedeli alla regola di sant'Agostino, di cui fu un vero coordinatore ed organizzatore.

## Protettore degli Agostiniani

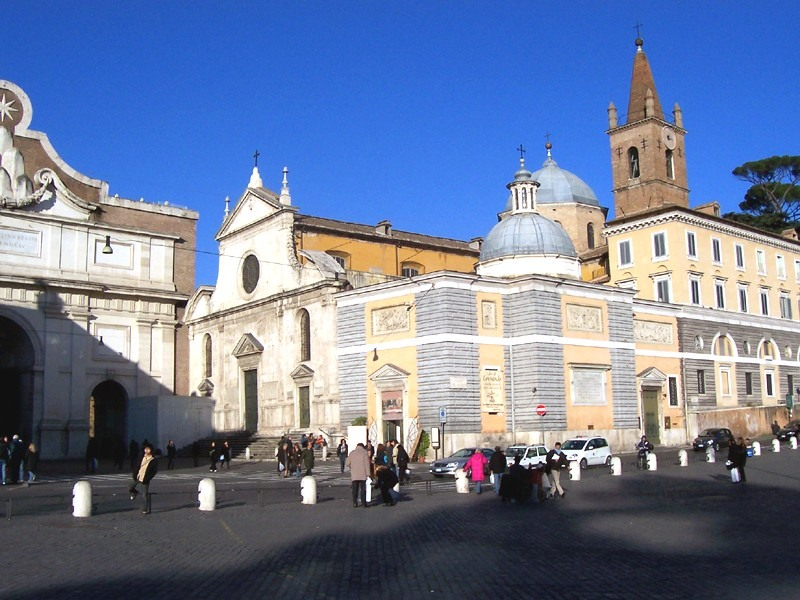
La Basilica di S.Maria del Popolo (Roma)

Sant'Agostino non aveva fondato un vero e proprio ordine religioso, ma aveva lasciato una regola indicante i comportamenti da tenere da parte dei religiosi; erano così sorte dopo la sua morte numerose comunità religiose che osservavano la sua regola e che si ispiravano alle forme di vita monastica da lui indicate. La volontà della Santa Sede di unificare le molte comunità religiose che si riconoscevano nella regola di sant'Agostino compare per la prima volta nella bolla Incumbit Nobis, promulgata da papa Innocenzo IV il 16 dicembre 1243, nella quale il papa invitava gli Eremiti della Tuscia a riunirsi, formando un nuovo ordine religioso, sulla falsariga di quello francescano o di quello domenicano; nella medesima occasione Riccardo Annibaldi veniva nominato corrector et provisor, cioè cardinale protettore, di questi "eremiti".
Conoscendo i rapporti esistenti tra Riccardo ed Innocenzo IV è facile supporre che sia stato proprio il cardinale romano ad ispirare, se non addirittura a preparare, quella e le altre bolle pontificie sulla materia; sta comunque di fatto che Riccardo tenne nel marzo 1244 il capitolo generale degli "Eremiti della Tuscia" a Roma in Santa Maria del Popolo, secondo le norme previste dal "canone 12" del Concilio Lateranense IV, con l'assistenza di due abati cistercensi.
Questa riunione (o "Piccola Unione") viene considerata come il primo capitolo generale dell'Ordine di Sant'Agostino; ad essa fecero seguito dopo pochi giorni due nuove bolle papali, la Pia desideria del 31 marzo, nella quale si precisava la tipologia dell'abito, e soprattutto la Religiosam vitam eligentibus del 26 aprile 1244 con la quale il papa legittimava il nuovo ordine, sottomettendolo direttamente alla sola giurisdizione della Santa Sede e non a quella episcopale, e conferendogli anche altri privilegi.
In quello stesso periodo Riccardo fece assegnare al nuovo ordine agostiniano la Basilica di Santa Maria del Popolo, che tolse ai francescani, ai quali attribuì in cambio la Basilica di Santa Maria in Aracoeli; tutto questo perché gli eremitani agostiniani potessero avere in Roma un loro luogo di riunione. Il cardinale inoltre si adoperò moltissimo in quegli anni per favorire la diffusione del nuovo ordine in Italia e all'estero: vi era sicuramente molto di Riccardo nella quarantina di bolle papali emanate tra il 1244 ed il 1255 sull'argomento. Arriviamo così al 15 luglio 1255 quando papa Alessandro IV, che oltretutto era anche parente di Riccardo, scrisse a tutti i superiori degli eremiti, non più chiamati "della Tuscia" bensì "di Sant'Agostino", ai superiori dei Guglielmiti, dei Brettinesi, dei Giambonini, comandando loro di tenere un capitolo generale, il cui luogo e data erano lasciati alla discrezione del cardinale Annibaldi; questi convocò la riunione a Roma, in Santa Maria del Popolo per il marzo 1256.
Il porporato riuscì così a realizzare il suo desiderio di unire tutti quegli ordini, con la celebre "Grande Unione" del 1256, sancita dal papa il 9 aprile con la bolla Licet Ecclesiae Catholicae, considerata il documento più importante per la costituzione dell'ordine agostiniano. In questa bolla viene indicato il nome esatto del nuovo ordine: Ordo Eremitarum Sancti Augustini (Ordine degli Eremitani di Sant'Agostino) e viene stabilita la prescrizione di portare l'abito nero, ma non il bastone, dando inoltre al cardinale Annibaldi l'autorità di nominare il priore generale per tutto l'ordine. Riccardo nominò così primo generale del nuovo ordine Lanfranco Settala da Milano, che era stato generale dei Giambonini (o Zanbonini) e la nomina venne ratificata da papa Alessandro IV.
L'incarico al cardinale romano di "protettore" degli agostiniani venne confermato da tutti i successivi pontefici, Urbano IV, Clemente IV e Gregorio X: in quegli anni l'ordine crebbe moltissimo, grazie anche ai contributi economici dello stesso cardinale, tanto che intorno al 1270 vi erano centinaia di conventi agostiniani in tutta l'Europa cristiana. Durante quel periodo Riccardo fece tenere i capitoli generali dell'ordine agostiniano presso il suo castello di Molara per l'aggravarsi delle sue condizioni di salute; il capitolo del settembre 1276 si tenne però a Todi, per la prima volta senza la presenza del cardinale, che in quel periodo o si trovava a Viterbo per il conclave che elesse papa Giovanni XXI oppure era già morto.